# Silence Is Easy
Silence is Easy es el segundo álbum de estudio del grupo Starsailor lanzado en septiembre de 2003. La imagen de la portada del álbum está basada en el segundo álbum de la banda Echo & the Bunnymen realizado en 1981 Heaven up here. La canción Some of Us fue utilizada para un episodio de Bones y en los créditos de la película belga The Memory of a Killer (conocida también como The Alzheimer Case).
El legendario productor Phil Spector estuvo involucrado en la grabación de este disco, pero debido a diferencias creativas y personales con la banda, dejó el proyecto después de haber colaborado en dos canciones (Silence is Easy y White Dove). En 2003 Silence is Easy fue certificado como disco de oro en UK.

## Canciones
1. "Music Was Saved" – 3:00
2. "Fidelity" – 2:22
3. "Some Of Us" – 3:38
4. "Silence Is Easy" – 3:40
5. "Telling Them" – 4:51
6. "Shark Food" – 3:35
7. "Bring My Love" – 2:20
8. "White Dove" – 3:52
9. "Four To The Floor" – 4:13
10. " Born Again" – 6:04
11. "Restless Heart" – 2:02

Equipo
- Ben Byrne - baterías
- James 'Stel' Stelfox - bajo
- James Walsh - vocales, guitarra
- Barry Westhead - Piano

## Rendimiento en las listas musicales
| País        | Lista musical                   | Certificaciones | Posición más alta |
| ----------- | ------------------------------- | --------------- | ----------------- |
| Reino Unido | Top 75 Albums                   | Disco de Oro    | 2                 |
| Bélgica     | Belgian Albums Chart (Flanders) | -               | 8                 |
| Austria     | Austria Albums Top 75           | -               | 17                |
| Dinamarca   | Denmark Albums Top 40           | -               | 17                |
| Austria     | Austria Albums Top 75           | -               | 20                |
| Italia      | Italy Albums Top 50             | -               | 22                |
| Suiza       | Swiss Albums Top 100            | -               | 24                |
| Irlanda     | Ireland Albums Top 75           | -               | 25                |
| Alemania    | Dutch Albums Top 100            | -               | 31                |
| Noruega     | Norway Albums Top 40            | -               | 35                |
| Finlandia   | Finland Albums Top 40           | -               | 40                |
| Francia     | France Albums Top 150           | -               | 47                |

- Datos: Q3483817